# ASUI
ASUI (Average Service Unavailability Index) je index spolehlivosti dodávky služby. Představuje index průměrné doby nedodávky služby v roce. Nejčastěji se používá jako ukazatel spolehlivosti dodávky elektrické energie. Vypočítáme jej dle vztahu:

{\displaystyle {\mbox{ASUI}}={\frac {\sum {U_{i}N_{i}}}{\sum {N_{i}}\times 8760}}=1-{\mbox{ASAI}}}

kde {\displaystyle N_{i}} je počet zakázníků {\displaystyle U_{i}} je doba nedodávky služby (v hodinách) v daném místě {\displaystyle i}. Číslo 8760 představuje Energetický rok, tj. 365 dní x 24 hodin. Ukazatel ASUI může být vypočítán z ukazatele SAIDI (je-li roční ukazatel SAIDI uveden v hodinách) dle vztahu:

{\displaystyle {\mbox{ASUI}}={\frac {\mbox{SAIDI}}{8760}}}